# 约翰·马克斯韦尔
约翰·马克斯韦尔（英語：John Maxwell，1951年10月13日—），澳大利亚男子射击运动员。他曾代表澳大利亚参加1990年英联邦运动会射击比赛，获得一枚金牌和一枚铜牌。他也曾参加1988年和1996年夏季奥运会。